# Bektemir Meliqoʻziyev
Bektemir Roʻzmatjon oʻgʻli Meliqoʻziyev (ur. 6 kwietnia 1996) − uzbecki bokser kategorii półśredniej, młodzieżowy mistrz igrzysk olimpijskich oraz złoty medalista młodzieżowych mistrzostw świata z 2014 roku.

## Kariera amatorska
W kwietniu 2014 był uczestnikiem młodzieżowych mistrzostw świata w Sofii. W walce o finał zmierzył się z Chorwatem Luką Prtenjačą. Wygrał z nim wyraźnie na punkty, zdobywając złoty medal w kategorii półśredniej. W sierpniu 2014 został młodzieżowym mistrzem olimpijskim w kategorii półśredniej. W finale wygrał na punkty z reprezentantem Dominikany Juanem Solano.